# Micraroa minima
Micraroa minima är en fjärilsart som beskrevs av Antonius Johannes Theodorus Janse 1915. Micraroa minima ingår i släktet Micraroa och familjen tofsspinnare. Inga underarter finns listade i Catalogue of Life.